# Saint-Robert (Corrèze)
Saint-Robert é uma comuna francesa na região administrativa da Nova Aquitânia, no departamento de Corrèze. Estende-se por uma área de 6,08 km². Em 2010 a comuna tinha 304 habitantes (densidade: 50 hab./km²).
Pertence à rede das As mais belas aldeias de França.